# Madagaskaribis
De madagaskaribis (Threskiornis bernieri) is een vogel uit de familie van de ibissen en lepelaars (Threskiornithidae). Het is een endemische vogelsoort van Madagaskar die tot in de jaren 1990 als ondersoort van de heilige ibis werd beschouwd.

## Herkenning

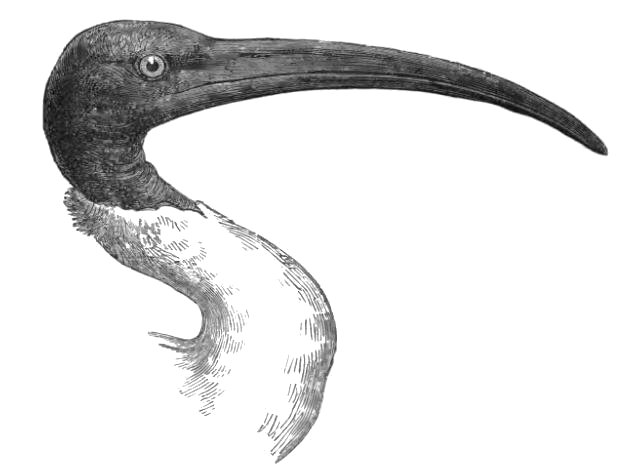
Kop van de madagaskaribis.

De madagaskaribis lijkt sterk op de heilige ibis. Het is een overwegend witte vogel met een zwarte nek. Hij is gemiddeld iets kleiner (65 tot 89 cm lang). Het meest opvallende verschil is de lichtblauwe iris, die bij de heilige ibis donkerbruin is. Verder is de snavel dunner en ontbreken soms de zwarte uiteinden aan de slagpennen en zijn de zwarte sierveren bij de staart wat minder ontwikkeld dan bij de heilige ibis.

## Verspreiding en leefgebied
Er zijn twee ondersoorten:
- Threskiornis bernieri bernieri: Madagaskar.
- Threskiornis bernieri abbotti: Aldabra.

Naast de uiterlijke verschillen met de heilige ibis, is er een groot ecologisch verschil. De madagaskaribis is in zijn habitatkeuze veel meer beperkt. De vogel komt uitsluitend voor in leefgebieden die in het laagland liggen zoals moddervlaktes langs de kust, riviermondingen, mangroven en ondiepe zoutmeren. Bij onderzoek bleek dat de grote meerderheid van de plaatsen waar de ibissen werden aangetroffen lagen binnen twee kilometer van de kust.

## Status
De grootte van de populatie van de madagaskaribis werd in 2016 geschat op 1500 tot 1850 volwassen dieren en dit aantal daalt.
Omdat meer dan 70% van de broedgebieden buiten natuurreservaten ligt, wordt de vogel bedreigd door het rapen van eieren en het verzamelen van jonge ibissen voor consumptie. Het handhaven van wetten om de vogel te beschermen is problematisch op Madagaskar. Daarnaast vindt habitatvernietiging plaats door de zwerflandbouw. Om deze redenen staat de madagaskaribis als bedreigd op de Rode Lijst van de IUCN.